# Leptogaster maculipennis
Leptogaster maculipennis là một loài ruồi trong họ Asilidae. Leptogaster maculipennis được Hsia miêu tả năm 1949. Loài này phân bố ở vùng Cổ Bắc giới và châu Á.